# Igła Veresa

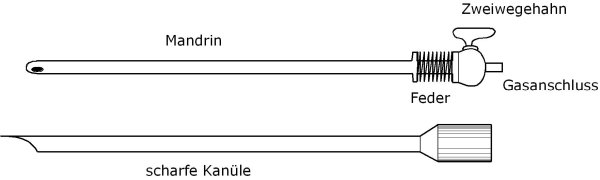
Igła Veresa

Igła Veresa – najwygodniejsza, powszechnie stosowana igła do wytwarzania odmy otrzewnej. Igła ta zewnętrznie podobna jest do igieł do iniekcji: ma ostrą końcówkę ściętą skośnie pod kątem około 45°, grubość od 1,5 do 2,5 mm. Różni się od zwykłych igieł tym, że wewnątrz znajduje się tępy mandryn wysuwany małą sprężynką przed ostrze. Kiedy chirurg wkłuwa igłę, mandryn wciskany jest do wnętrza igły obnażając ostrze. W momencie przebicia powłok, kiedy igła wchodzi np. do jamy brzusznej, mandryn wypychany jest z igły zapobiegając skaleczeniu narządów wewnętrznych.
Igłę wynalazł w 1938 roku János Veres – węgierski Żyd, lekarz praktykujący w Budapeszcie. W tamtym czasie gruźlicę płuc leczono między innymi kontrolowaną odmą opłucnową. Przy użyciu igły wprowadzano powietrze do jamy opłucnej, co powodowało zapadnięcie się płuca i gojenie zmian pogruźliczych. Igła pomysłu Veresa zapewniała bezpieczne wykonanie takiego zabiegu bez zranienia płuca. Obecnie stała się podstawowym narzędziem do wytwarzania odmy brzusznej w czasie operacji laparoskopowych.